# Rashid Khan (golfer)
Rashid Khan (1991) is een golfer uit New Delhi, India. Hij speelt sinds 2013 op de Aziatische PGA Tour.
Rashids vader werkte 30 jaar lang in de proshop van de Delhi Golf Club. Toen Rashid negen jaar was, leende hij wat golfclubs van zijn oom Mohd Maqbool Khan, een voormalige golfprofessional, zodat hij wat kon oefenen. De voorzitter van de club, Mr IVS Juneja, zag zijn talenten en gaf hem een eigen juniorset en al meteen mocht hij op de club meedoen met de jeugdtraining.
In 2009 won hij meerdere toernooien, in december eindigend met het Goodricke Eastern India Amateur, zijn eerste matchplayoverwinning.

## Amateur
In 2010 won hij met Team India zilver op de Aziatische Spelen.

### Gewonnen
- 2006:  All India Junior Golf Championship
- 2007: Faldo Series Asia Trophy
- 2008: LG Northern India Amateur
- 2009:  National Amateur Tour, Singapore Amateur, Goodricke Eastern India Amateur (matchplay)

### Teams
- Aziatische Spelen: 2010

## Professional
Rashid Khan werd na de Aziatische Spelen professional. Hij speelde op de PGTI Tour, won in 2011 de Surya Nepal Masters en eindigde op de 3de plaats van de PGTI Order of Merit.
De 2de plaats bij het SAIL-BSI Open gaf hem een tourkaart voor de Aziatische Tour van 2013.
In 2013 won hij het PGTI Players Championship en werd hij 4de bij het Indian Open. Hij won de PGTI Order of Merit.
In 2014 won hij meteen op de Delhi Golf Club het eerste toernooi van het seizoen: het SAIL-SBI Open door de play-off te winnen van Siddikur Rahman. 

### Gewonnen
Asean PGA
- 2014: SAIL-SBI Open

Golf Tour India (PGTI)
- 2011: Surya Nepal Masters
- 2013: PGTI Players Championship (Classic Golf Resort), Bilt Open